# 大江元顕
大江 元顕（おおえ の もとたか）は鎌倉時代の御家人。寒河江氏5代。大江氏親広流として初めて寒河江荘に定住したという。

## 生涯
建治3年（1277年）父大江政広の死により家督を受け継ぐ。当初鎌倉にあり、幕職に就いたとみられるが弘安8年（1285年）鎌倉幕府内の内訌であった「霜月騒動」の結果、大江氏の一族である大江泰広（大江佐房の孫：殖田又太郎入道）、大江盛広（泰広の子）、大江泰元（泰広の子）らが討死しており、執権北条氏の圧力を避けるため寒河江荘に移ったと考えられている。焼失した慈恩寺の再建などに取り組み、荘内の支配を確立していったとみられる。
元亨2年（1322年）3月18日に亡くなり、跡を長男の大江元政が継いだ。嫡男以外の子らは寒河江大江氏庶流の、柴橋氏・高松氏の祖となった。

## 系譜
- 父：大江政広
- 母：毛利経光の娘
- 妻：村上頼清の娘（『尊卑文脈』『安中坊系譜』など。『最上院系図』『天文本大江系図』によれば村上頼治の娘）
  - 元政 - 長男。童名千靏丸、彦太郎民部少甫。因幡守、従五位下。斯波兼頼と争い敗死。法名虚山宥利。
  - 懐広 - 2男。童名乙靏丸、柴橋弥三郎、修理亮伊豆守。柴橋楯に配置され柴橋氏の祖となる。斯波兼頼と争い敗死。
- 生母不明
  - 顕広 - 3男。助三郎。落衣館に配置され高松氏の祖となる。斯波兼頼との争いで戦死。
  - 女 - 天童修理の妻[2]。
  - 女
  - 男 - 高屋阿弥陀堂別当。2世後より八鍬を称する。

## 参考資料
- 寒河江市史編さん委員会『寒河江市史 上巻』、1994
- 寒河江市史編さん委員会『寒河江市史 大江氏ならびに関係史料』、2001